# Croton javarisensis
Croton javarisensis é uma espécie de planta da família Euphorbiaceae e do gênero Croton.  É uma liana encontrada no bioma amazônico.

## Taxonomia
O táxon foi descrito oficialmente em 1992 por Ricardo de Sousa Secco. Foi coletada originalmente no estado do Amazonas, próximo ao Rio Javari, com o holótipo depositado no Museu Paraense Emílio Goeldi.
Na mesma publicação em que foi descrita, Ricardo descreveu também as espécies Croton grazielae e Croton perimetralensis.